# Afonso Gil Castelo Branco
Afonso Gil Castelo Branco (Belém, 26 de janeiro de 1951 — Teresina, 9 de agosto de 2004) foi um promotor de justiça e político brasileiro.
Atuou como Promotor de Justiça por mais de 20 anos no estado do Piauí. Teve uma breve passagem pelo PSDB, no qual foi filiado entre 1992 e 1995. Foi eleito deputado federal em 2002 pelo PCdoB, migrando em 2003 para o PDT, depois de votar contra a orientação do partido na reforma da Previdência do Governo Lula.
Ao longo de sua vida, teve quatro filhos. Sempre atuou em causas sociais e pelo interesse público, batendo de frente com os "poderosos", o que lhe rendeu a fama de polêmico. Ajudou a desmantelar crime organizado. Jurado de morte, nunca a temia, e muitas vezes andava sozinho.[carece de fontes?]
Candidato à Prefeitura de Teresina, em plena campanha, foi encontrado morto, no dia 9 de agosto de 2004, na sua casa em Teresina. A conclusão do inquérito da Polícia Federal indicou suicídio como causa da morte. Alguns familiares afirmaram na época não acreditarem na versão da PF, alegando que não haveria indicações de que Afonso desejava se suicidar e que o mesmo sofria ameaças de morte.